# Matthias Skeb
Matthias Skeb (* 29. September 1959 in Essen) ist ein deutscher Benediktiner (OSB) und Patristiker.

## Leben
Seit 1984 ist er Benediktinermönch der Abtei Königsmünster. Nach der Priesterweihe am 27. Oktober 1990 erwarb er 1995/1996 in Bochum bei Wilhelm Geerlings den Dr. theol. und dort 2003 auch die Habilitation. Seit 2015 ist er außerordentlicher Professor für Patrologie der Pontificia Università Gregoriana.

## Schriften (Auswahl)
- Karl Rahners Kurzformeln des Glaubens. Ihr dogmatisches Genus und ihre theologischen Implikationen. Frankfurt am Main 1992, ISBN 3-631-44690-X.
- Christo vivere. Studien zum literarischen Christusbild des Paulinus von Nola. Bonn 1997, ISBN 3-923946-32-5.
- Paulinus von Nola: Epistulae. lateinisch – deutsch. Freiburg im Breisgau 1998, 3-451-23805-5.
- Exegese und Lebensform. Die Proömien der antiken griechischen Bibelkommentare. Leiden 2007, ISBN 90-04-15333-0.